# Batalla de Panipat (1761)
La batalla de Panipat (14 de enero de 1761) fue un enfrentamiento militar ocurrido cerca de Panipat, al norte de la ciudad de Delhi, entre las fuerzas invasoras del Imperio durrani y las del Imperio maratha.
La caballería pesada y la artillería montada de los afganos durrani derrotó a las fuerzas indias, produciéndose la matanza de prisioneros y no combatientes que acompañaban a los vencidos. Los mogoles dieron la bienvenida a los afganos, convirtiéndose en gobernantes nominales del territorio bajo dominio durrani en el subcontinente indio. 
La derrota marcó el fin de la expansión de los maratha hacia el norte, aunque diez años más tarde lograron recuperar Delhi, sin embargo, su gobierno se descentralizó y eso permitió la expansión británica.